# Futbol'nyj Klub Fakel Voronež 2014-2015
Questa voce raccoglie le informazioni riguardanti il Futbol'nyj Klub Fakel Voronež nelle competizioni ufficiali della stagione 2014-2015.

## Stagione
Al terzo tentativo la squadra guidata da Pavel Panteleevič Gusev, riuscì finalmente a vincere il proprio girone, ottenendo la promozione in seconda serie.

## Rosa
| N. |                   | Ruolo | Calciatore          |
| -- | ----------------- | ----- | ------------------- |
| 1  | Russia (bandiera) | P     | Aleksandr Sautin    |
| 4  | Russia (bandiera) | D     | Aleksandr Vasilenko |
| 5  | Russia (bandiera) | D     | Yuri Dubrovin       |
| 7  | Russia (bandiera) | C     | Artem Beketov       |
| 8  | Russia (bandiera) | D     | Ivan Drannikov      |
| 9  | Russia (bandiera) | A     | Nikolay Zhilyaev    |
| 10 | Russia (bandiera) | A     | Il'nur Al'šin       |
| 11 | Russia (bandiera) | C     | Vyacheslav Sushkin  |
| 14 | Russia (bandiera) | A     | Anton Zabolotnyi    |
| 16 | Russia (bandiera) | P     | Dmitri Ternovskiy   |
| 17 | Russia (bandiera) | A     | Mikhail Biryukov    |
| 18 | Russia (bandiera) | C     | Dmitrij Sokolov     |
| 20 | Russia (bandiera) | C     | Evgeni Zakharov     |

| N. |                   | Ruolo | Calciatore          |
| -- | ----------------- | ----- | ------------------- |
| 21 | Russia (bandiera) | D     | Sergey Butyrin      |
| 23 | Russia (bandiera) | D     | Pavel Mogilevskiy   |
| 25 | Russia (bandiera) | D     | Aleksey Revyakin    |
| 26 | Russia (bandiera) | D     | Viktor Stroev       |
| 27 | Russia (bandiera) | D     | Dmitri Tikhiy       |
| 30 | Russia (bandiera) | P     | Aleksandr Kotlyarov |
| 47 | Russia (bandiera) | A     | Andrey Salnikov     |
| 55 | Russia (bandiera) | D     | Nikita Fursin       |
| 70 | Russia (bandiera) | C     | Andrey Murnin       |
| 77 | Russia (bandiera) | C     | Dmitri Korobov      |
| 88 | Russia (bandiera) | C     | Andrey Kireev       |
| 92 | Russia (bandiera) | A     | Aleksey Turik       |
| 99 | Russia (bandiera) | A     | Dmitri Michurenkov  |

## Risultati

### Campionato
| Arbitro: | Denis Shpilev |

|                                          |           |  |
| Dmitri Korobov 7’ Vyacheslav Sushkin 28’ | Marcatori |  |

| Arbitro: | Dmitri Veselov |

|                        |           |                                                                   |
| Konstantin Zajtsev 57’ | Marcatori | 6’ Yuri Dubrovin 41’ Nikolay Zhilyaev 64’ (rig.) Mikhail Biryukov |

| Arbitro: | Aleksey Sukhoy |

|                         |           |  |
| Nikolay Zhilyaev 90'+1’ | Marcatori |  |

| Arbitro: | Yuri Aponasenko |

|  |           |                      |
|  | Marcatori | 78’ Nikolay Zhilyaev |

| Arbitro: | Aleksey Pchelintsev |

|                                                                                    |           |  |
| Mikhail Biryukov 7’ (rig.) Artem Beketov 46’ Mikhail Biryukov 63’ Ilnur Alshin 84’ | Marcatori |  |

| Arbitro: | Oleg Sokolov |

|  |           |                                                                |
|  | Marcatori | 2’ Vyacheslav Sushkin 50’ Artem Beketov 90'+1’ Andrey Salnikov |

| Arbitro: | Ilia Trishin |

|                                                |           |                    |
| Mikhail Biryukov 23’ (rig.) Ivan Drannikov 44’ | Marcatori | 49’ Arkadi Akopyan |

| Arbitro: | Aleksey Amelin |

|                                             |           |                                                         |
| Roman Grigoryan 66’ (rig.) Maksim Sopin 75’ | Marcatori | 17’ (rig.) Mikhail Biryukov 55’ (rig.) Mikhail Biryukov |

| Arbitro: | Dmitri Veselov |

|                                                                                  |           |                                        |
| Mikhail Biryukov 27’ Andrey Kireev 63’ Mikhail Biryukov 71’ Nikolay Zhilyaev 85’ | Marcatori | 5’ Nikita Chunikhin 49’ Maksim Seregin |

| Arbitro: | Eduard Sokolov |

|                  |           |                                                                                |
| Pavel Sergeev 4’ | Marcatori | 28’ Aleksey Turik 47’ Vyacheslav Sushkin 53’ Ilnur Alshin 78’ Mikhail Biryukov |

| Arbitro: | Pavel Shadykhanov |

|                            |           |  |
| Mikhail Biryukov 9’ (rig.) | Marcatori |  |

| Arbitro: | Nikolay Voloshin |

|                 |           |                      |
| Igor Fateev 19’ | Marcatori | 51’ Mikhail Biryukov |

| Arbitro: | Ivan Abrosimov |

|                                                                |           |  |
| Aleksey Revyakin 23’ Mikhail Biryukov 33’ Mikhail Biryukov 90’ | Marcatori |  |

| Arbitro: | Denis Zabotin |

|                   |           |                    |
| Aleksey Turik 26’ | Marcatori | 85’ Artem Kulishev |

| Rjazan' 11 ottobre 2014, ore 15:00 15ª giornata | Rjazan'      | 0 – 0 referto | Fakel Voronež | Spartak Stadium (2.000 spett.)\| Arbitro: \| Ilia Trishin \| |
| Arbitro:                                        | Ilia Trishin |               |               |                                                              |

| Arbitro: | Dmitri Lipovoy |

|                   |           |  |
| Aleksey Turik 41’ | Marcatori |  |

| Arbitro: | Gennadi Anoshin |

|  |           |                                       |
|  | Marcatori | 11’ Aleksey Revyakin 84’ Ilnur Alshin |

| Arbitro: | German Kravchenko |

|                                                              |           |  |
| Ivan Drannikov 15’ Anton Zabolotnyi 32’ Anton Zabolotnyi 45’ | Marcatori |  |

| Arbitro: | Yuri Aponasenko |

|  |           |                                                                                                   |
|  | Marcatori | 31’ (rig.) Mikhail Biryukov 64’ Dmitri Korobov 89’ Aleksey Revyakin 90’ (rig.) Vyacheslav Sushkin |

| Arbitro: | Artem Chistyakov |

|                      |           |  |
| Aleksey Turik 45'+1’ | Marcatori |  |

| Arbitro: | Igor Panin |

|                      |           |                      |
| Aleksandr Kharin 37’ | Marcatori | 59’ Aleksey Revyakin |

| Arbitro: | German Kravchenko |

|                             |           |  |
| Mikhail Biryukov 31’ (rig.) | Marcatori |  |

| Arbitro: | Denis Shpilev |

|  |           |                                                                              |
|  | Marcatori | 66’ Anton Zabolotnyi 70’ Artem Beketov 72’ Mikhail Biryukov 83’ Ilnur Alshin |

| Arbitro: | Aleksey Sukhoy |

|                                                  |           |                           |
| Anton Zabolotnyi 12’ Anton Zabolotnyi 68’ (rig.) | Marcatori | 47’ (rig.) Rinat Timokhin |

| Arbitro: | Vladimir Seldyakov |

|  |           |                                                  |
|  | Marcatori | 19’ Anton Zabolotnyi 82’ (rig.) Mikhail Biryukov |

| Arbitro: | Pavel Shadykhanov |

|                      |           |  |
| Aleksey Revyakin 21’ | Marcatori |  |

| Arbitro: | Maksim Chernetsov |

|                                          |           |                                                                               |
| Roman Kosyanchuk 19’ Sergey Garanzha 45’ | Marcatori | 38’ Anton Zabolotnyi 55’ Dmitri Tikhiy 86’ Dmitri Tikhiy 89’ Anton Zabolotnyi |

| Arbitro: | Evgeni Turbin |

|                    |           |                                          |
| Artem Kulishev 80’ | Marcatori | 17’ Anton Zabolotnyi 90'+1’ Ilnur Alshin |

| Arbitro: | Aleksey Matyunin |

|                      |           |  |
| Anton Zabolotnyi 48’ | Marcatori |  |

| Vyksa 5 giugno 2015, ore Data non stabilita 30ª giornata | Metallurg Vyksa | 0 – 3 referto | Fakel Voronež | Stadio Metallurg |

### Kubok Rossii
| Arbitro: | Evgeni Gerasimenko |

|                   |           |                                             |
| Artem Smirnov 66’ | Marcatori | 17’ Ilnur Alshin 62’ (rig.) Dmitrij Sokolov |

| Arbitro: | Maksim Nasedin |

|                               |           |  |
| Vyacheslav Sushkin 55’ (rig.) | Marcatori |  |

| Arbitro: | Denis Shpilev |

|                                        |           |  |
| Aleksey Turik 14’ Mikhail Biryukov 53’ | Marcatori |  |

| Arbitro: | Ivan Saraev |

|                      |           |                                                 |
| Mikhail Biryukov 82’ | Marcatori | 38’ Aleksandr Katsalapov 100’ Aleksandr Salugin |